# Carl Grädener

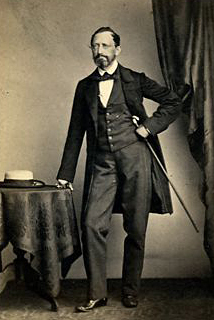
Carl Grädener

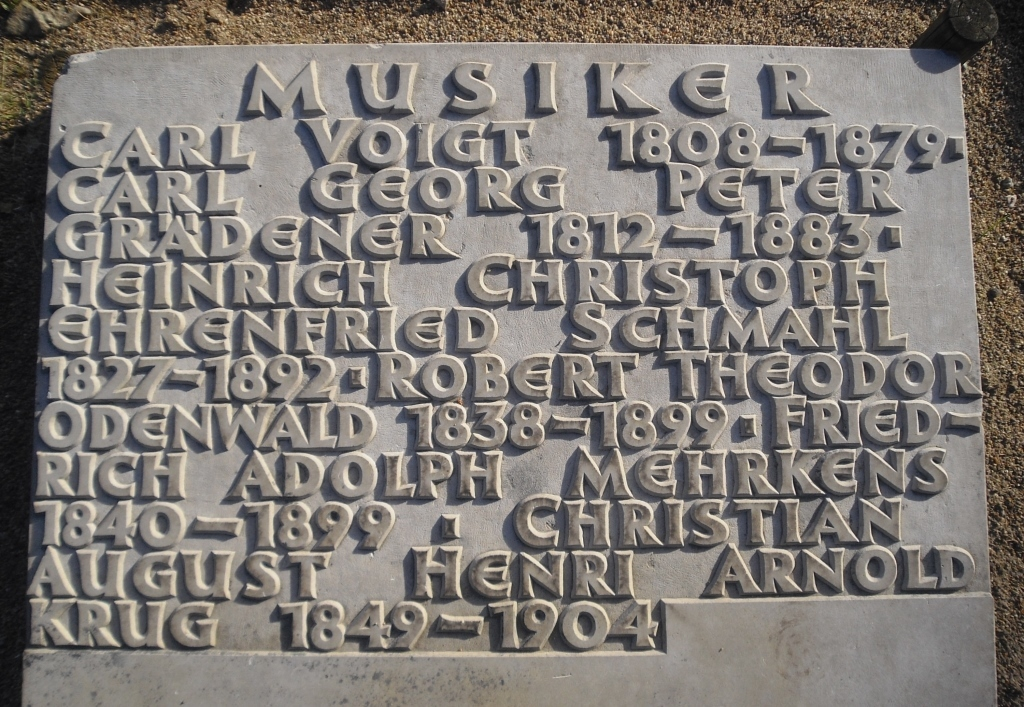
Erinnerung an Carl Grädener auf einer Sammelgrabmaltafel im Althamburgischen Gedächtnisfriedhof auf dem Friedhof Ohlsdorf in Hamburg

Carl Georg Peter Grädener (* 14. Januar 1812 in Rostock; † 11. Juni 1883 in Hamburg) war ein deutscher Komponist.

## Leben
Grädener, dessen Eltern Hermann Heinrich und Friedrica Grädener früh starben, wuchs bei Verwandten in Altona und Lübeck auf. Nach dem Abschluss des Gymnasiums Katharineum zu Lübeck zu Ostern 1831 begann er in Halle und Göttingen Jura zu studieren, widmete sich aber bald ganz der Musik. Als Solist und Quartettist war er von 1835 bis 1838 Cellist in Helsinki (Helsingfors). Anschließend arbeitete er für zehn Jahre als Chor- und Orchesterdirigent, Komponist und Theorielehrer in Kiel. Während dieser Zeit wirkte er auch als Musikdirektor der Christian-Albrechts-Universität zu Kiel. Als Clara Schumann im März 1842 in Kiel auftreten wollte – das Konzert kam nicht zustande –, logierte sie bei Grädener, ebenso, als sie das Konzert am 20. April schließlich realisieren konnte. Am 20. Juni 1843 stellte sie Grädener ein positives Gutachten für dessen Bewerbung um eine Stellung als Musikdirektor in Arnsberg aus.
Nachdem er wegen seines Eintretens für die Vereinigung des Herzogtums Schleswig mit dem Herzogtum Holstein in der Schleswig-Holstein-Frage entlassen worden war, wurde er privater Musiklehrer und Konzertveranstalter in Hamburg und gründete dort 1851 eine Gesangsakademie, die er bis 1861 leitete. Von 1862 bis 1865 unterrichtete er Gesang und Musiktheorie am Konservatorium in Wien, danach von 1873 bis zu seinem Tod am Hamburger Konservatorium. Ab 1867 war er Präsident und Gründungsmitglieds des Hamburger Tonkünstlervereins, zu dem auch sein Freund Johannes Brahms gehörte.
1841 heiratete er Wilhelmine Sack, mit der er eine Tochter und zwei Söhne hatte. Sein Sohn Hermann wurde ebenfalls als Komponist bekannt.

## Werke
Er komponierte drei Opern, zwei Sinfonien, ein Klavierkonzert, Ouvertüren, eine Violinromanze, kammermusikalische Werke, Klavierstücke, darunter mehrere Sammlungen von Miniaturen (Fliegende Blätter, Fliegende Blättchen, Variationen, Phantastische Studien und Träumereien, Kleine Impromptus), Chorwerke und Lieder.
Grädeners Kompositionen werden als „konservativ-klassizistisch und norddeutsch-herb“ bezeichnet, mit Einflüssen von Felix Mendelssohn Bartholdy und Robert Schumann.

### Werke (Auswahl)
- Klavierquintett Nr. 1 g-Moll op. 7, Clara Schumann gewidmet (1852)
- Hebräische Gesänge op. 15 (1852)
- Herbstklänge. 7 Lieder für tiefe Stimme und Klavier op. 18 (1857) (Digitalisat)
- Klaviertrio E-Dur op. 22, Hans v. Bülow gewidmet
- Sinfonie Nr. 1 c-Moll op. 25 (Digitalisat)
- Fliegende Blätter für Klavier op. 27 (1856) – Autograph in der Staatsbibliothek zu Berlin (Digitalisat)
- Klaviertrio n. 2 Es-Dur op. 35, Johannes Brahms gewidmet (ca. 1858–1859)
- Zwei kleine Sonaten leichteren Stils für Violine und Klavier op. 41 (1860)
- Klavierquintett Nr. 2 cis-Moll op. 57 (1872) (Digitalisat)
- Sonate für Violoncello und Klavier op. 59 (1873)

### Bearbeitungen (Auswahl)
- Robert Schumann, Zigeunerleben für Chor und Klavier op. 29, für kleines Orchester bearbeitet, Rieter-Biedermann, Winterthur ca. 1861/62

### Schriften
- Bach und die Hamburger Bachgesellschaft. Ein Beitrag zur Kunstkritik. Fritz Schuberth, Hamburg 1856.
- Rede gehalten z. hundertjährigen Gedächtnisfeier Ludw. v. Beethoven’s (d. 17. Decbr. 1870) im Hamburger Tonkünstlervereine (nach Aufführung d. Es-dur-Quartetts, Op. 127). Seidel, Hamburg 1871.
- Gesammelte Aufsätze über Kunst, vorzugsweise Musik. Hugo Pohle, Hamburg 1872 (Digitalisat).
- System der Harmonielehre. Grädener, Hamburg 1877.